# Ljetni drijemovac
Ljetni drijemovac (drijemovac ljetni, kasni drijemovac, pelečica, bijela ljubica, lat. Leucojum aestivum), lukovačasta trajnica iz porodice Amaryllidaceae, dio je tribusa Galantheae.  
Vrsta je raširena po Europi i od male Azije na istok do Kavkaza i Irana, a udomaćio se i u Sjevernoj Americi i Australiji. U Hrvatskoj je zaštićena.
Ljetni drijemovac voli rubove šuma i vlažne močvarne livade bogate dušikom.
Stabljika je zeljasta, uspravna i bez listova, a naraste do 60 cm. visine. Listovi su prizemni, široki oko 1 cm., mesnati, skupljeni u rozetu. Cvijet je dvospolan, obješen poput zvonca, sa žutozelenim mrljma na šest bijelih latica. Ima šest prašnika i jedan tučak
- L. aestivum
- L. aestivum
- L. aestivum
- L. aestivum

## Sinonimi
- Leucojum hernandezii Cambess.
- Leucojum pulchellum Salisb.
- Nivaria aestivalis Moench
- Nivaria monadelphia Medik.
- Polyanthemum aestivale (Moench) Bubani